# Chris Armas
Christopher Armas, detto Chris (Bronx, 27 agosto 1972), è un allenatore di calcio ed ex calciatore portoricano naturalizzato statunitense, di ruolo centrocampista e tecnico del Colorado Rapids.

## Carriera

### Allenatore
Il 6 luglio 2018 viene nominato allenatore dei N.Y. Red Bulls.

## Statistiche

### Statistiche da allenatore
Statistiche aggiornate al 12 maggio 2025. In grassetto le competizioni vinte.
| Stagione                  | Squadra                   | Campionato                | Campionato | Campionato | Campionato | Campionato | Coppe nazionali | Coppe nazionali | Coppe nazionali | Coppe nazionali | Coppe nazionali | Coppe continentali | Coppe continentali | Coppe continentali | Coppe continentali | Coppe continentali | Altre coppe | Altre coppe | Altre coppe | Altre coppe | Altre coppe | Totale | Totale | Totale | Totale | % Vittorie | Piazzamento |
| Stagione                  | Squadra                   | Comp                      | G          | V          | N          | P          | Comp            | G               | V               | N               | P               | Comp               | G                  | V                  | N                  | P                  | Comp        | G           | V           | N           | P           | G      | V      | N      | P      | %          | Piazzamento |
| ------------------------- | ------------------------- | ------------------------- | ---------- | ---------- | ---------- | ---------- | --------------- | --------------- | --------------- | --------------- | --------------- | ------------------ | ------------------ | ------------------ | ------------------ | ------------------ | ----------- | ----------- | ----------- | ----------- | ----------- | ------ | ------ | ------ | ------ | ---------- | ----------- |
| lug.-nov. 2018            | N.Y. Red Bulls            | MLS                       | 18+4       | 12+2       | 3+0        | 3+2        | USOC            | 0               | 0               | 0               | 0               | CCL                | -                  | -                  | -                  | -                  | -           | -           | -           | -           | -           | 22     | 14     | 3      | 5      | 63,64      | Sub, 1°     |
| 2019                      | N.Y. Red Bulls            | MLS                       | 34+1       | 14         | 6          | 14+1       | USOC            | 1               | 0               | 0               | 1               | CCL                | 4                  | 2                  | 0                  | 2                  | -           | -           | -           | -           | -           | 40     | 16     | 6      | 18     | 40,00      | 6°          |
| mar.-set. 2020            | N.Y. Red Bulls            | MLS                       | 6          | 2          | 2          | 2          | -               | -               | -               | -               | -               | -                  | -                  | -                  | -                  | -                  | MISB        | 3           | 1           | 0           | 2           | 9      | 3      | 2      | 4      | 33,33      | Eson        |
| Totale New York Red Bulls | Totale New York Red Bulls | Totale New York Red Bulls | 58+5       | 28+2       | 11         | 19+3       |                 | 1               | 0               | 0               | 1               |                    | 4                  | 2                  | 0                  | 2                  |             | 3           | 1           | 0           | 2           | 71     | 33     | 11     | 27     | 46,48      |             |
| apr.-lug. 2021            | Toronto FC                | MLS                       | 11         | 1          | 2          | 8          | -               | -               | -               | -               | -               | CCL                | 4                  | 1                  | 1                  | 2                  | -           | -           | -           | -           | -           | 15     | 2      | 3      | 10     | 13,33      | Eson        |
| 2024                      | Colorado Rapids           | MLS                       | 34+2       | 15         | 5          | 14+2       | USOC            | 0               | 0               | 0               | 0               | -                  | -                  | -                  | -                  | -                  | LC          | 7           | 2           | 3           | 2           | 43     | 17     | 8      | 18     | 39,53      | 12°         |
| 2025                      | Colorado Rapids           | MLS                       | 12         | 4          | 4          | 4          | USOC            | 0               | 0               | 0               | 0               | CCC                | 2                  | 1                  | 0                  | 1                  | -           | -           | -           | -           | -           | 14     | 5      | 4      | 5      | 35,71      |             |
| Totale Colorado Rapids    | Totale Colorado Rapids    | Totale Colorado Rapids    | 46+2       | 19         | 9          | 18+2       |                 | 0               | 0               | 0               | 0               |                    | 2                  | 1                  | 0                  | 1                  |             | 7           | 3           | 3           | 2           | 57     | 22     | 12     | 23     | 38,60      |             |
| Totale carriera           | Totale carriera           | Totale carriera           | 122        | 50         | 22         | 50         |                 | 1               | 0               | 0               | 1               |                    | 10                 | 4                  | 1                  | 5                  |             | 10          | 3           | 3           | 4           | 143    | 57     | 26     | 60     | 39,86      |             |

## Palmarès

### Calciatore

#### Club
- Campionato MLS: 1

Chicago Fire: 1998
- U.S. Open Cup: 4

Chicago Fire: 1998, 2000, 2003, 2006
- MLS Supporters' Shield: 1

Chicago Fire: 2003

#### Nazionale
- Gold Cup: 2

2002, 2005

#### Individuale
- U.S. Soccer Athlete of the Year: 1

2000
- MLS Best XI: 5

1998, 1999, 2000, 2001, 2003

### Allenatore
- MLS Supporters' Shield: 1

New York Red Bulls: 2018